# Rundfunkjahr 2019
Liste der Rundfunkjahre

◄◄ | ◄ | 2015 | 2016 | 2017 | 2018 | Rundfunkjahr 2019 | 2020 | 2021 | 2022 | 2023 | ►

Weitere Ereignisse

## Allgemein
- 1. Januar: Das 79. Neujahrskonzert der Wiener Philharmoniker wird zum einundsechzigsten Mal vom ORF übertragen und in vielen Ländern der Welt im Hörfunk und im Fernsehen ausgestrahlt.
- 1. März: Die türkischen Behörden verweigern dem deutschen ZDF-Journalisten Jörg Brase[1] und dem Tagesspiegel-Korrespondenten Thomas Seibert[2] die Verlängerung ihrer Akkreditierung.
- 7. März: Die Ukraine verhängt gegen den österreichischen Fernsehjournalisten Christian Wehrschütz ein Einreiseverbot. Die ukrainischen Behörden werfen ihm „Gefährdung der nationalen Sicherheit“ sowie die „Verletzung der Grenzen der Ukraine“ vor.[3]
- 17. Mai: Spiegel Online, die Süddeutsche Zeitung und die Wochenzeitschrift Falter veröffentlichen ein im Juli 2017 auf der spanischen Baleareninsel Ibiza verdeckt aufgenommenes Video, das den damaligen Bundesparteiobmann der FPÖ, Heinz-Christian Strache und seinen Parteifreund Johann Gudenus im Gespräch mit der angeblichen Nichte eines russischen Oligarchen zeigt. Strache und Gudenus sprechen  darin ihre Bereitschaft zur verdeckten Parteifinanzierung, zur Korruption und zur Ausschaltung unliebsamer Medien aus. Damit beginnt die Ibiza-Affäre, die zum Rücktritt von Strache und Gudenus noch am folgenden Tag und zur Regierungskrise in Österreich führt. Der ORF und viele andere Fernseh- und Hörfunksender auch in anderen Ländern reagieren mit ausführlichen Sondersendungen.
- 5. Juni: Im Rahmen eines Ermittlungsverfahrens durchsucht die australische Polizei die Redaktionsräume des öffentlich-rechtlichen Rundfunksenders ABC  und beschlagnahmt „Dokumente und Datensätze“. Hintergrund ist die investigative Reportage The Afghan Files, die von ABC im Jahr 2017 ausgestrahlt worden war. Darin ging es um Menschenrechtsverletzungen, die von australischen Soldaten in Afghanistan begangen worden seien und die in Akten des australischen Geheimdienstes dokumentiert seien, die dem Sender zugespielt worden waren.[4]

## Hörfunk
- Januar: Nach dem Hessischen Rundfunk und dem Westdeutschen Rundfunk streicht auch der Deutschlandfunk seine traditionsreiche gedruckte Hörspielbroschüre. Die im Januar für das erste Halbjahr herausgegebene Nummer 1/2019 ist die letzte Ausgabe der Schrift. Das Heft wird durch ein eigenständiges Portal hoerspielundfeature.de ersetzt, das einen Überblick und eine Mediathek für die Langformate des kulturellen Worts Radiofeature und Hörspiel bietet.[5]
- 22. Januar: Der Kabelbetreiber Unitymedia verbreitet die Programme des Deutschlandradios in den Kabelnetzen in Baden-Württemberg, Hessen und Nordrhein-Westfalen nicht mehr, nachdem der Sender sich geweigert hatte, für die Einspeisung einen Vertrag abzuschließen. Unitymedia erklärte dazu auf Twitter: „Deutschlandradio als Veranstalter der drei Deutschlandfunk-Angebote hat für sich entschieden, dass sie nicht mehr im Kabel verbreitet werden wollen und die Verbreitungsverträge mit uns entsprechend gekündigt.“[6] Am 3. Dezember 2019 gab Deutschlandradio bekannt, man habe sich mit dem Kabelprovider geeinigt. Die Programme würden ab 2020 wieder in das Kabelnetz eingespeist, jedoch nur ins digitale Kabel, nicht in das analoge Netz.[7]
- 1. April: Das freie Bürgerradio Radio Leinehertz 106.5 stellt den Sendebetrieb ein, nachdem die Niedersächsische Landesmedienanstalt die Sendelizenz mit sofortiger Wirkung entzogen hat. Grund hierfür sind wiederholte Missstände in der Buchhaltung und fehlende Nachweise über die Verwendung öffentlicher Fördergelder.[8]
- 28. Mai: Der Ausbau von DAB+ in Österreich wird mit der Inbetriebnahme von weiteren Sendern in Kahlenberg, Liesing, DC Towers, Schöckl, Lichtenberg und Sonnwendstein fortgesetzt. Ziel ist es, 60 Prozent der Einwohner mit Hörfunk per DAB+ zu versorgen.[9] Der Regelbetrieb in Wien besteht seit April 2018.[10] Weitere Sender sollen am 31. März 2020 in Pfänder, Patscherkofel, Gaisberg und Jauerling den Betrieb aufnehmen. Für den 22. September 2020 ist der Beginn der Versorgung aus Bruck-an-der-Mur-Mugl, Dobratsch, Hirschenstein und Wolfsberg-Koralpe geplant.[9]
- März: Nach der Veröffentlichung des Dokumentarfilms Leaving Neverland, der sich mit Beziehungen Michael Jacksons zu Minderjährigen beschäftigt und der am Sundance Filmfestival gezeigt wird, beenden einige Radiosender in Kanada und Norwegen die Ausstrahlung von Michael-Jackson-Liedern.
- 14. Juni: Nach dreißig Jahren sendet der finnische Hörfunksender Yleisradio zum letzten Mal Nachrichten in lateinischer Sprache (Nuntii Latini). Die fünfminütigen Sendungen wurden seit dem Frühjahr 1989 jeweils freitags ausgestrahlt. Die Einstellung des Angebots erfolgte aus Kostengründen.[11][12]
- 15. Juli: Der Hessische Rundfunk bestätigt, dass es Pläne gebe, hr2-kultur ab 2020 zu einer reinen Klassikwelle umzugestalten. Die kulturellen Wortsendungen sollen entweder zu Podcasts werden, auf hr-info verschoben oder ganz abgesetzt werden. Es handele sich um eine Reaktion auf die neuere Entwicklung der Hörerzahlen. Man wolle sich verstärkt um die Gewohnheiten der unter 35-Jährigen kümmern. Betroffen wäre neben der renommierten Hörfunksendung Der Tag auch das Literaturprogramm, Hörspiel und Radiofeature sowie die aktuelle Kulturberichterstattung für Hessen. Aus der Kulturszene gibt es erheblichen Widerstand gegen diese Pläne.[13][14][15][16][17]
- 9. September: Dem „Digitalisierungsbericht Audio 2019“ der Landesmedienanstalten zufolge können seit 2018 22,7 Prozent aller Haushalte in der Bundesrepublik Hörfunk per DAB+ empfangen (2017: 17 Prozent). 92 Prozent hören aber weiterhin auf UKW zu, so dass eine Abschaltung des Dienstes, wie in Norwegen „auf absehbare Zeit nicht realistisch“ sei, schreibt dpa.[18] Gleichwohl berichtet die Frankfurter Allgemeine Zeitung, Bund und Länder hätten sich darauf verständigt, den UKW-Rundfunk in Deutschland bis 2025 abzuschalten.[19][20]
- 29. September: Zwei Jahre nach der Überführung der vatikanischen Medien in Vatican News werden die Audio-Beiträge der Nachrichten-Plattform des Heiligen Stuhls wieder unter der Marke „Radio Vatikan“ veröffentlicht.[21][22]
- 1. November: Die von SWR3 produzierte ARD-Popnacht wird nun auch von MDR Jump übernommen[23]
- 2. Dezember: Der norwegische Rundfunk NRK stellt die Verbreitung seines Programms auf der Langwellenfrequenz 153 kHz vom Sender Ingøy ein. Dieser Sendestandort am Nordkap war erst 19 Jahre zuvor, im Jahr 2000 neu aufgebaut worden, um Fischerboote in der Barentssee zu versorgen, wo wegen der Erdkrümmung kein Satellitenempfang möglich ist.[24]
- 31. Dezember: Der französische Sender Europe 1 stellt die Verbreitung seines Programms auf der Langwellenfrequenz 183 kHz vom Sender Felsberg-Berus im Saarland ein.[25]

## Fernsehen
- 07. Januar: 40 Jahre nach der Erstausstrahlung wird die Serie Holocaust – Die Geschichte der Familie Weiss in den Programmen von WDR, NDR und SWR wiederholt[26]
- 30. Januar: Gabi Bauer moderiert nach 13 Jahren zum letzten Mal das Nachtmagazin und wechselt als Redakteurin und Autorin zum NDR in den Programmbereich Kultur und Dokumentation. Mit dem Rücktritt von Bauer wird auch die Freitagsausgabe eingestellt.
- 31. Januar: Deutscher Fernsehpreis 2019
- 3. Februar: Der Super Bowl LIII wird in den Vereinigten Staaten in der Spitze von 150 Millionen und im Schnitt von 111 Millionen Zuschauern an den heimischen Fernsehern verfolgt. Weltweit hat der Super Bowl sogar 800 Millionen Zuschauer.[27]
- März: Ulrike Folkerts erhält den ersten Ehrenpreis des Deutschen Fernsehkrimifestivals.
- 29. April: Die vier Auslandsfernsehsender Deutsche Welle, BBC, France24 und Voice of America beginnen den gemeinsamen Betrieb eines YouTube-Kanals in türkischer Sprache unter dem Namen „+90“. Die Redaktion bei der Deutschen Welle besteht aus Erkan Arikan, der vorher beim WDR tätig war, und Isil Nergiz. Damit soll dem „autoritären Kurs“ der türkischen Regierung entgegengetreten und „ein Fenster nach Europa geöffnet“ werden.[28][29] Daneben betreiben die Sender noch weitere eigene Kanäle auf der Video-Plattform und auf eigenen Websites.
- 3. Juni: Die SRG SSR stellt die terrestrische Verbreitung ihres Programms über DVB-T ersatzlos ein. Zuletzt nutzten nur noch 2 Prozent der Schweizer Bürger diesen Empfangsweg.[30] Infolgedessen entfielen die Schweizer Programme auch in mehreren deutschen Kabelnetzen sowie im Angebot des österreichischen Anbieters simpliTV.[31]
- 27. Juni: Auf ProSieben wird The Masked Singer zum ersten Mal ausgestrahlt.[32]
- 21. Oktober: Nach einem Jahr Prüfung durch die ZAK und die Hessische Landesanstalt für privaten Rundfunk und neue Medien bleibt RTL II, „dank“ Teenie Mütter, ein Vollprogramm-Angebot.[33]
- 27. Oktober: Am „UNESCO-Welttag des audiovisuellen Kulturerbes“ macht der Südwestrundfunk unter dem Namen SWR Retro, als erster deutscher öffentlich-rechtlicher Sender, historisches Bildmaterial aus seinem Fernseharchiv der Öffentlichkeit zugänglich. Über die ARD Mediathek sind die Eigenproduktionen abrufbar. Nach und nach soll dadurch ein audiovisuelles Archiv entstehen, das nach und nach erweitert wird. Zu Beginn waren Eigenproduktionen bis 1966 abrufbar.[34]

## Gestorben
- 17. Januar: Horst Stern (* 1922), deutscher Wissenschaftsjournalist und Filmemacher, vor allem in den 1970er-Jahren bekannt geworden durch die Sendung Sterns Stunde
- 26. Januar: Werner Bethsold (* 1925), deutscher Fotograf, dessen Porträtaufnahmen von Darstellern und Regisseuren aus den Hörspielstudios von RIAS, SFB, Rundfunk der DDR, SWF und ORB der Hörspielkunst in vielen Publikationen wie der Hörzu oder den Berliner Stadtmagazinen Zitty und tip in die Bundesrepublik hinein gewirkt haben.
- 2. Februar: Udo Kölsch (* 1936), deutscher Hörfunkjournalist stirbt 82-jährig
- 9. März: Elizabeth T. Spira (* 1942), österreichische Fernsehjournalistin und Dokumentarfilmerin (Alltagsgeschichte, Liebesg’schichten und Heiratssachen) stirbt 76-jährig in Wien.
- 14. April: Sylvia Leuker (* 1962), deutsche Hörfunkjournalistin stirbt 56-jährig
- 17. April: Dieter Exter (* 1955), deutscher Radiomoderator stirbt 64-jährig
- 5. Juni: Rosemarie Isopp (* 1927), österreichische Radiomoderatorin des ORF stirbt 91-jährig
- 13. Juni: Wilhelm Wieben (* 1935), deutscher Fernsehmoderator von 1973 bis 1998 Sprecher der ARD-Tagesschau; stirbt im Alter von 84 Jahren
- vor oder am 17. Juni: Kristian Kropp; deutscher Geschäftsführer von RPR.1 und bigFM-Gründer stirbt im Alter von 55 Jahren
- 20. Juni: Wibke Bruhns (* 1938), deutsche Journalistin präsentierte als erste Frau ab 1971 die Spätausgabe der  Nachrichtensendung heute beim ZDF; stirbt im Alter von 80 Jahren
- 20. Juni: Michael Schulte (* 1941), deutscher Autor von zahlreichen Hörspielen, Features und Radioessays, Biograph und Herausgeber Karl Valentins, stirbt mit 78 Jahren.
- 26. Juni: Max Wright (* 1943), US-amerikanischer Schauspieler. Einem breiten Publikum wurde er durch die Rolle des Familienvaters William „Willie“ Tanner in der Fernsehserie Alf (1986–1990) bekannt; stirbt im Alter von 75 Jahren.
- 18. Juli: Detlef Berentzen (* 1952), deutscher Schriftsteller und Journalist stirbt im Alter von 67 Jahren.
- 26. Juli: Werner Doyé (* 1942), deutscher Fernsehjournalist, Filmemacher und Redakteur für das ZDF stirbt im Alter von 77 Jahren.
- 26. Juli: Gerhard Weis (* 1938), österreichischer Journalist und Rundfunkmanager stirbt im Alter von 80 Jahren
- 4. August: Johannes Kuhn (* 1924) deutscher evangelischer Theologe und Fernsehpfarrer bei ARD und ZDF stirbt im Alter von 95 Jahren
- 22. August: Jochen Pützenbacher (* 1939), deutscher Hörfunkmoderator stirbt im Alter von 80 Jahren
- 26. August: Helmut Krauss (* 1941), deutscher Schauspieler, hauptsächlich bekannt in seiner Rolle als Nachbar Hermann Paschulke in der ZDF-Kindersendung Löwenzahn stirbt im Alter von 78 Jahren
- 30. August: Valerie Harper (* 1939), US-amerikanische Schauspielerin (Mary Tyler Moore, 1970–1977) stirbt 80-jährig in Los Angeles.
- 22. September: Rut Speer (* 1936), deutsche Journalistin und Fernsehmoderatorin stirbt im Alter von 83 Jahren
- 28. September: Goetz Kronburger (* 1933), deutscher Hörfunk- und Fernsehjournalist stirbt im Alter von 86 Jahren
- 31. Oktober: Thomas Schmidt (* 1957) deutscher Hörfunkmoderator (Sendungen unter anderem: Schmidts Samstag) beim SDR und später beim SWR stirbt im Alter von 62 Jahren.
- 16. November: Walter Freiwald (* 1954) deutscher Moderator stirbt im Alter von 65 Jahren.
- 30. Dezember: Jan Fedder (* 1955), deutscher Schauspieler, hauptsächlich ab 1992 bekannt geworden durch die Polizeiserie Großstadtrevier, stirbt im Alter von 64 Jahren.